# Utah Jazz 2020-2021
La stagione 2020-2021 degli Utah Jazz è stata la 47ª stagione della franchigia nella NBA.

## Draft
| Giro | Scelta | Giocatore      | Ruolo | Nazionalità | Università/Squadra |
| ---- | ------ | -------------- | ----- | ----------- | ------------------ |
| 1    | 27     | Udoka Azubuike | C     | Nigeria     | Kansas Jayhawks    |
| 2    | 38     | Saben Lee      | P     | Stati Uniti | Vand. Commodores   |

## Roster
| \| Pos. \| Num. \| Naz. \| Nome \| Altezza \| Peso \| Data nascita \| Provenienza \| \| ---- \| ---- \| ---- \| ---------------------- \| ------- \| ------ \| ------------ \| --------------------- \| \| AP \| 44 \| \| Bogdanović, Bojan \| 201 cm \| 103 kg \| 18-04-1989 \| Croazia \| \| AG \| 5 \| \| Brantley, Jarrell (TW) \| 196 cm \| 113 kg \| 07-06-1996 \| College of Charleston \| \| P/G \| 00 \| \| Clarkson, Jordan \| 193 cm \| 88 kg \| 07-06-1992 \| Missouri \| \| P \| 10 \| \| Conley, Mike \| 185 cm \| 79 kg \| 11-10-1987 \| Ohio State \| \| C \| 27 \| \| Gobert, Rudy \| 216 cm \| 117 kg \| 26-06-1992 \| Francia \| \| G/AP \| 2 \| \| Ingles, Joe \| 201 cm \| 100 kg \| 02-10-1987 \| Australia \| \| G \| 45 \| \| Mitchell, Donovan \| 185 cm \| 97 kg \| 07-09-1996 \| Louisville \| \| AG \| 16 \| \| Morgan, Juwan \| 201 cm \| 105 kg \| 17-04-1997 \| Indiana \| \| A \| 31 \| \| Niang, Georges \| 201 cm \| 104 kg \| 17-06-1993 \| Iowa State \| \| AP \| 23 \| \| O'Neale, Royce \| 193 cm \| 102 kg \| 05-06-1993 \| Baylor \| \| G/AP \| 81 \| \| Oni, Miye \| 196 cm \| 93 kg \| 04-08-1997 \| Yale \| \| G \| 3 \| \| Forrest, Trent (TW) \| 193 cm \| 95 kg \| 12-06-1998 \| Florida State \| \| AG \| 15 \| \| Favors, Derrick \| 206 cm \| 120 kg \| 15-07-1991 \| Georgia Tech \| \| AG/C \| 20 \| \| Azubuike, Udoka \| 208 cm \| 127 kg \| 17-09-1999 \| Kansas \| \| G \| 21 \| \| Thomas, Matt \| 193 cm \| 86 kg \| 04-08-1994 \| Iowa State \| \| AP \| 33 \| \| Hughes, Elijah \| 196 cm \| 98 kg \| 10-03-1998 \| Syracuse \| \| AG \| 77 \| \| Ilyasova, Ersan \| 206 cm \| 107 kg \| 15-05-1987 \| Turchia \| | Allenatore - Quin Snyder Assistente/i - Bryan Bailey - Alex Jensen - Dell Demps - Vince Legarza - Sergi Oliva - Lamar Skeeter Legenda - (C) Capitano - (FA) Free agent - (S) Sospeso - (TW) Contratto Two-way - (GL) Assegnato a squadra G League affiliata - Infortunato Roster • Transazioni · Ultima transazione: 25 marzo 2021 |                                               |                        |         |        |              |                       |
| Pos. | Num. | Naz.                                          | Nome                   | Altezza | Peso   | Data nascita | Provenienza           |
| AP | 44 | Croazia (bandiera)                            | Bogdanović, Bojan      | 201 cm  | 103 kg | 18-04-1989   | Croazia               |
| AG | 5 | Stati Uniti (bandiera)                        | Brantley, Jarrell (TW) | 196 cm  | 113 kg | 07-06-1996   | College of Charleston |
| P/G | 00 | Stati Uniti (bandiera) · Filippine (bandiera) | Clarkson, Jordan       | 193 cm  | 88 kg  | 07-06-1992   | Missouri              |
| P | 10 | Stati Uniti (bandiera)                        | Conley, Mike           | 185 cm  | 79 kg  | 11-10-1987   | Ohio State            |
| C | 27 | Francia (bandiera)                            | Gobert, Rudy           | 216 cm  | 117 kg | 26-06-1992   | Francia               |
| G/AP | 2 | Australia (bandiera)                          | Ingles, Joe            | 201 cm  | 100 kg | 02-10-1987   | Australia             |
| G | 45 | Stati Uniti (bandiera)                        | Mitchell, Donovan      | 185 cm  | 97 kg  | 07-09-1996   | Louisville            |
| AG | 16 | Stati Uniti (bandiera)                        | Morgan, Juwan          | 201 cm  | 105 kg | 17-04-1997   | Indiana               |
| A | 31 | Stati Uniti (bandiera) · Senegal (bandiera)   | Niang, Georges         | 201 cm  | 104 kg | 17-06-1993   | Iowa State            |
| AP | 23 | Stati Uniti (bandiera)                        | O'Neale, Royce         | 193 cm  | 102 kg | 05-06-1993   | Baylor                |
| G/AP | 81 | Stati Uniti (bandiera)                        | Oni, Miye              | 196 cm  | 93 kg  | 04-08-1997   | Yale                  |
| G | 3 | Stati Uniti (bandiera)                        | Forrest, Trent (TW)    | 193 cm  | 95 kg  | 12-06-1998   | Florida State         |
| AG | 15 | Stati Uniti (bandiera)                        | Favors, Derrick        | 206 cm  | 120 kg | 15-07-1991   | Georgia Tech          |
| AG/C | 20 | Nigeria (bandiera)                            | Azubuike, Udoka        | 208 cm  | 127 kg | 17-09-1999   | Kansas                |
| G | 21 | Stati Uniti (bandiera)                        | Thomas, Matt           | 193 cm  | 86 kg  | 04-08-1994   | Iowa State            |
| AP | 33 | Stati Uniti (bandiera)                        | Hughes, Elijah         | 196 cm  | 98 kg  | 10-03-1998   | Syracuse              |
| AG | 77 | Turchia (bandiera)                            | Ilyasova, Ersan        | 206 cm  | 107 kg | 15-05-1987   | Turchia               |

## Uniformi
- Casa

| Association |

- Trasferta

| Icon |

- Alternativa

| Statemant |

- Alternativa

| City |

- Alternativa

| Earned |

## Classifiche

### Northwest Division
| Northwest Division      | V  | S  | V%   | PR   | Casa  | Trasf | Div | PG |
| ----------------------- | -- | -- | ---- | ---- | ----- | ----- | --- | -- |
| c – Utah Jazz           | 52 | 20 | .722 | 0,0  | 31–5  | 21–15 | 7–5 | 72 |
| x – Denver Nuggets      | 47 | 25 | .653 | 5,0  | 25–11 | 22–14 | 9–3 | 72 |
| x – Portland T. Blazers | 42 | 30 | .583 | 10,0 | 20–16 | 22–14 | 6–6 | 72 |
| e – Minnesota T'wolves  | 23 | 49 | .319 | 29,0 | 13–23 | 10–26 | 5–7 | 72 |
| e – Oklahoma Thunder    | 22 | 50 | .306 | 30,0 | 10–26 | 12–24 | 3–9 | 72 |

### Western Conference
| Western Conference | Western Conference      | Western Conference | Western Conference | Western Conference | Western Conference | Western Conference |
| #                  | Squadra                 | V                  | S                  | V%                 | PR                 | PG                 |
| ------------------ | ----------------------- | ------------------ | ------------------ | ------------------ | ------------------ | ------------------ |
| 1                  | c – Utah Jazz *         | 52                 | 20                 | .722               | –                  | 72                 |
| 2                  | y – Phoenix Suns *      | 51                 | 21                 | .708               | 1,0                | 72                 |
| 3                  | x – Denver Nuggets      | 47                 | 25                 | .653               | 5,0                | 72                 |
| 4                  | x – L.A. Clippers       | 47                 | 25                 | .653               | 5,0                | 72                 |
| 5                  | y – Dallas Mavericks *  | 42                 | 30                 | .583               | 10,0               | 72                 |
| 6                  | x – Portland T. Blazers | 42                 | 30                 | .583               | 10,0               | 72                 |
|                    |                         |                    |                    |                    |                    |                    |
| 7                  | xp – L.A. Lakers        | 42                 | 30                 | .583               | 10,0               | 72                 |
| 8                  | xp – Memphis Grizzlies  | 38                 | 34                 | .528               | 14,0               | 72                 |
| 9                  | ep – G.S. Warriors      | 39                 | 33                 | .542               | 13,0               | 72                 |
| 10                 | ep – San Antonio Spurs  | 33                 | 39                 | .458               | 19,0               | 72                 |
|                    |                         |                    |                    |                    |                    |                    |
| 11                 | e – N.O. Pelicans       | 31                 | 41                 | .431               | 21,0               | 72                 |
| 12                 | e – Sacramento Kings    | 31                 | 41                 | .431               | 21,0               | 72                 |
| 13                 | e – Minnesota T'wolves  | 23                 | 49                 | .319               | 29,0               | 72                 |
| 14                 | e – Oklahoma Thunder    | 22                 | 50                 | .306               | 30,0               | 72                 |
| 15                 | e – Houston Rockets     | 17                 | 55                 | .236               | 35,0               | 72                 |

Note:
- z – Fattore campo per gli interi playoff
- c – Fattore campo per le finali di Conference
- y – Campione della division
- x – Qualificata ai playoff
- p – Qualificata ai play-in
- e – Eliminata dai playoff
- * – Leader della division

## Mercato

### Free Agency

#### Prolungamenti contrattuali
| Data        | Giocatore        | Contratto              |
| ----------- | ---------------- | ---------------------- |
| 23 novembre | Jordan Clarkson  | 4 anni - $51,5 milioni |
| 25 novembre | Jarrell Brantley | Contratto Two-way      |

#### Acquisti
| Data        | Giocatore      | Contratto            | Provenienza         |
| ----------- | -------------- | -------------------- | ------------------- |
| 25 novembre | Derrick Favors | 3 anni - $29 milioni | N.O. Pelicans       |
| 25 novembre | Trent Forrest  | Contratto Two-way    | Fl. State Seminoles |

### Scambi
| 18 novembre 2020 | Utah JazzScelta 1º giro Draft 2020 (#27) Scelta 2º giro Draft 2020 (#38) | N.Y. KnicksScelta 1º giro Draft 2020 (#23) Draft rights per Ante Tomić (2008 #44) |
| 19 novembre 2020 | Utah JazzDraft rights per Elijah Hughes (#39)                            | N.O. PelicansScelta 2º giro Draft 2022 cash considerations                        |
| 22 novembre 2020 | Utah Jazzcash considerations                                             | Detroit PistonsTony Bradley Draft rights per Saben Lee (#38)                      |
| 23 novembre 2020 | Utah Jazzcash considerations                                             | N.Y. KnicksEd Davis Scelta 2º giro Draft 2023 Scelta 2º giro Draft 2024           |
| 27 novembre 2020 | Utah Jazzcash considerations                                             | Cleveland CavaliersRayjon Tucker Scelta 2º giro Draft 2027                        |
| 25 marzo 2021    | Utah JazzMatt Thomas                                                     | Toronto RaptorsScelta 2º giro Draft 2021                                          |